# Серам (море)
Сера́м — міжострівне море в Малайському архіпелазі (Індонезія), між островами Серам, Буру, Сула, Обі, Місоол. Площа 161 тисяча км², об'єм води 173 тисяч км³, середня глибина 1 074 м, максимальна глибина — 5 319 м. Біля берегів є численні коралові рифи.
Температура води на поверхні складає 27—28°C, солоність — близько 34‰. Припливи неправильні подобові (від 1,7 до 2,3 м).
Найбільші порти: Вару, Факфак.

## Клімат
Акваторія моря лежить в екваторіальному кліматичному поясі. Над морем увесь рік панують екваторіальні повітряні маси. Клімат спекотний і вологий зі слабкими нестійкими вітрами. Сезонні амплітуди температури повітря часто менші за добові. Зволоження надмірне, часті зливи й грози.

## Біологія
Акваторія моря поділяється на 3 морських екорегіони центральної індо-пацифіки: Хальмахера - північний-захід, море Банда - південь, Папуа - схід. У зоогеографічному відношенні донна фауна континентального шельфу й острівних мілин до глибини 200 м належить до індо-західнопацифічної області тропічної зони.